# ハルニレ
ハルニレ（春楡、学名: Ulmus davidiana var. japonica）は、日本産ニレ科ニレ属の落葉高木。寒地の丘陵から山地に生える。別名ニレ。通称として、英語名に由来するエルムも使われている。

## 名前と分類
和名「ハルニレ」は漢字で「春楡」と書き、これは春に花が咲くことにちなむ。もっとも、ニレ属の花は世界中で3種類の例外を除いて春に花を咲かせる。また「ニレ」の語源は、樹皮を剥がすとヌルヌルし、それを意味する古語「ぬれ」が転訛したものとされる。一般にニレとよばれるのは、このハルニレのことである。
北海道では「エルム」の名でも知られている。英名は Japanese elm（日本のニレ）で分布地に因む。中国名は春楡、日本楡、中国の基変種は黒楡などと呼ばれる。ニレを表す英語の elm（エルム）の語源は、ケルト語の Ulme からきたと言われる。なお、標準和名でエルム（学名: Ulmus glabra）とする植物はハルニレとは同属の別種であり、別名でオウシュウハルニレ、セイヨウハルニレ、セイヨウニレともよばれている。
ニレ属は身近で関心が高く、また地域差も大きいためか、非常にシノニム（学名の異名）が多い種類が多い。本種も同じで、学名は長らく Ulmus japonica とされてきた。種小名 japonica は「日本の」の意味で分布地に因む。

## 分布
中国東北部から陝西省、安徽省にかけてと朝鮮半島、および日本に分布。日本では北海道、本州、四国、九州など各地に産するが、主に北海道から東北地方の山地に分布する樹種で寒冷地に多く、植栽によって分布を九州まで広げている。これに対し、アキニレは南方系で西日本（東海地方以西の本州、四国、九州）に分布する。
基変種の Ulmus davidana var. davidana はこの分布域中の特に西部にあたる中国河北省から陝西省にかけて分布し、残りは var. japonica とされる。

## 形態

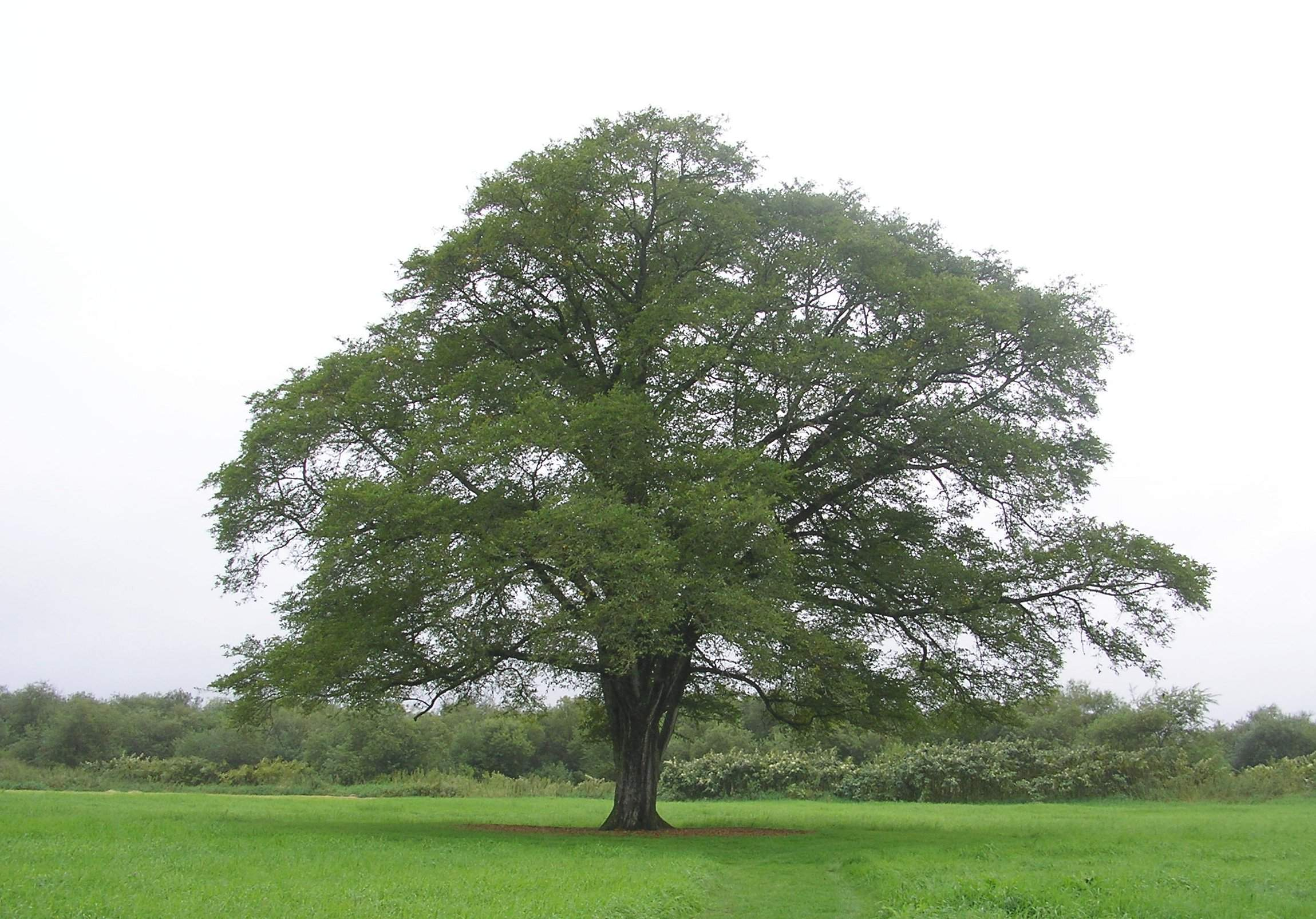
北海道東部、豊頃町のシンボルツリーとして著名なハルニレ

落葉広葉樹で、最大樹高35メートル (m) 、胸高直径は1 m超に達する高木で、日本産のニレ属（Ulmus）樹木としては最大である。樹形は下枝が少なく比較的太い位置から幹を分岐させ、同科のケヤキ（Zelkova serrata、ニレ科ケヤキ属）によく似る、自然樹形での樹冠は若い木では箒形だが、老木では半球形になる。
樹皮は灰色から暗灰褐色で、ケヤキやアキニレ（U. parvifolia）の樹皮が平滑なのに対し、本種は縦に深く不規則に細かく裂ける。枝は左右にジグザグに伸び（仮軸分枝）、若枝は淡褐色で軟毛が生える。若い木では枝は横に張り出すか上に向かうものが多いが、老木になると枝の先端がやや下に向く。また老木になると多くは樹洞ができ、樹齢150年くらいのものでは、ほぼ例外なく樹洞が見つかるという。
葉は互生するが、小枝にわずかにずれて並ぶので、対生のように見えることがある。ハルニレの葉はアキニレよりもだいぶ大きく、長さ5 - 12センチメートル (cm) 、幅3 - 5 cmほどある。オヒョウに比べると葉柄も長く目立つ。葉身は先の尖った倒卵形ないし楕円形で、左右の両片は微妙に不整で非対称であり、これはニレ属の特徴でもある。表面は濃い緑色でややつやがあり、裏面は淡緑色。葉縁には明確な二重鋸歯を持ち、葉脈はやや浮き出ていて脈上に毛があり、1本の明確な主脈から側脈が左右に分岐する（羽状脈）。葉の表面にゴール（虫こぶ）がつくことがあるが、これはアブラムシが寄生して出来たものである。秋には黄葉し、黄色から赤褐色に染まる。
開花時期は3 - 5月。葉に先立って黄緑色の小さな花を密につける。花の直径5ミリメートル (mm) ほどで花弁はなく、目立たない。果期は新緑のころで、長さ10 - 15nbsp;mmくらいの円盤形の薄くて平たい翼のある果実が木の下に落ちる。果実の中心に種子がつき、種子を取り囲む円盤状の翼は、はじめ緑色であるが、熟すると黄色を帯びた褐色になり乾燥してくる。大陸産の基変種は果実に毛を持つのに対し、本種は無毛だという。
冬芽は栗褐色で二列互生し、やや扁平な卵型で長さは3-5mm程度、芽鱗は3対ほど確認でき全体に短毛が生えている。頂芽は仮頂芽で、枝はジグザグに屈折する仮軸分枝である。一年生枝は灰褐色で短毛が密生するが、二年生枝遺構のいわゆる小枝はほぼ無毛で色も赤褐色になる。葉痕は半円形で、維管束痕が3個つく。
根系は中大径の水平根型だが、主根は深部にもよく伸ばし、嫌気環境でも強い。細根の根端は肥厚し、ところどころにこぶ状の組織が見られる。

## 生態
北海道ではハリギリやカエデなどと混生することが多いという。河川の支流との合流部など肥沃な土壌や砂壌土が積もったようなところで、水の供給が十分見込めるが砂質で水はけは悪くないようなところを好むという
地すべり、土石流、火山灰の降灰などによって適度に攪乱された斜面下部にもよく出現し、一度林冠に達すると200年程度は上層を構成するという。渓畔林の樹種にはしばしば見られる特徴であるが、土砂で幹が埋没した時にも不定根をよく出し生き残るといい 、土砂がよく移動する河川沿いの環境への適応と見られている。上高地における観察事例ではヤチダモ（Fraxinus mandshurica、モクセイ科）実生もほぼ似たような場所に発生するが、ハルニレ実生の方が乾燥するような場所にも生えているという。渓畔林を代表する樹種として上記ヤチダモの他、ハンノキ（Alnus japonica、カバノキ科）などとの比較の研究も多く、また産地の北海道では有用広葉樹としてミズナラやウダイカンバなどとの比較も行われている。
ハルニレの種子の寿命は短いことも生態的な特徴の一つである。散布直後はほぼすべて発芽するものの、1年保存したものは発芽しないという。このため土壌中に埋土種子を大量に蓄えたシードバンクを形成することはないと見られている。これは同属近縁種で埋土休眠を行うオヒョウとの違いの一つである。種子は乾燥すると発芽率が急激に落ちるため、苗をつくって育てる場合は取り蒔きにするか、集めた種子を乾燥しないように注意する必要がある。北海道における観察では種子の散布は5月から8月にかけて行われるが、殆どは未成熟種子か虫害であり充実種子は全体の1％程度、また発芽には光が必要だという。
ハルニレ母樹の下ではハルニレ稚樹の出現頻度が少ないといい、温帯林の樹種でありながら森林生態学でいうジャンゼン・コンネル仮説（Janzen-Connell hypothesis、元々は熱帯雨林の多様性を示す仮説）を満たすという。

## 利用
壮大・重厚な樹形から公園樹、街路樹として用いられる。
材は木目がハッキリしており、器具に用いられる。樹皮の繊維から縄を作る。樹皮を叩いて潰したものを楡麺と言い、瓦の接着剤になる。根からも接着剤が採れる。欧米で蔓延して現地のニレ類に多大な被害を与えているニレ立枯病に対しては、アキニレほどではないが抵抗性を示す。このため、欧米では現地産ニレに代わって本種を植栽したり、現地産の感受性ニレ類と交配させて抵抗性の雑種を生み出す際の親として、本種を利用することもある。
アイヌはハルニレをチ・キサ・ニ（「我ら・擦る・木」の意）と呼び、ハルニレ材を摩擦させる発火法で火を起こしていた。アイヌの伝承によれば、天地創造の折、地上に最初に生えた木はハルニレであり、そのハルニレにカンナカムイ（雷神）が恋をして（落雷）起った炎から、アイヌの英雄神・オキクルミが生まれたという。アイヌによって織られた伝統的な織物であるアットゥシ織りの材料に、オヒョウ（ニレ科）の樹皮の内皮が主に使われたが、ほかにハルニレも使われた。